# Lippenhovestraat
De Lippenhovestraat is een straat in Elene en Velzeke, dorpen in de Belgische stad Zottegem. De straat loopt in oost-westrichting en verbindt beide dorpscentra. Het oostelijk stuk is een asfaltweg, het westelijk stuk een kasseiweg.

## Geschiedenis
Het tracé van de straat is al weergegeven op de Ferrariskaart uit de jaren 1770. De kaart toont tussen beide dorp het gehucht Lippenhove.  Op 10 november 1944 maakte een Amerikaanse Boeing B-17 Flying Fortress een noodlanding aan de Lippenhovestraat in Elene.
De Lippenhovestraat werd in 1996 samen met de Molenbeekstraat en het Baron Idès della Failleplein als monument beschermd.

## Wielrennen
In het wielrennen werd het kasseigedeelte van de Lippenhovestraat meermaals opgenomen in het parcours van de Vlaamse voorjaarsklassiekers, waaronder de Ronde van Vlaanderen. De Lippenhovestraat ligt ook op het parcours van de Egmont Cycling Race. De kasseistrook is zo'n 1300 meter lang.
In 2024 wordt de Lippenhovestraat opgenomen in het Belgisch kampioenschap wielrennen voor heren elite met contract.
De kasseistrook is ook opgenomen in de gele lus van de recreatieve fietsroute Ronde van Vlaanderenroute.

## Afbeeldingen

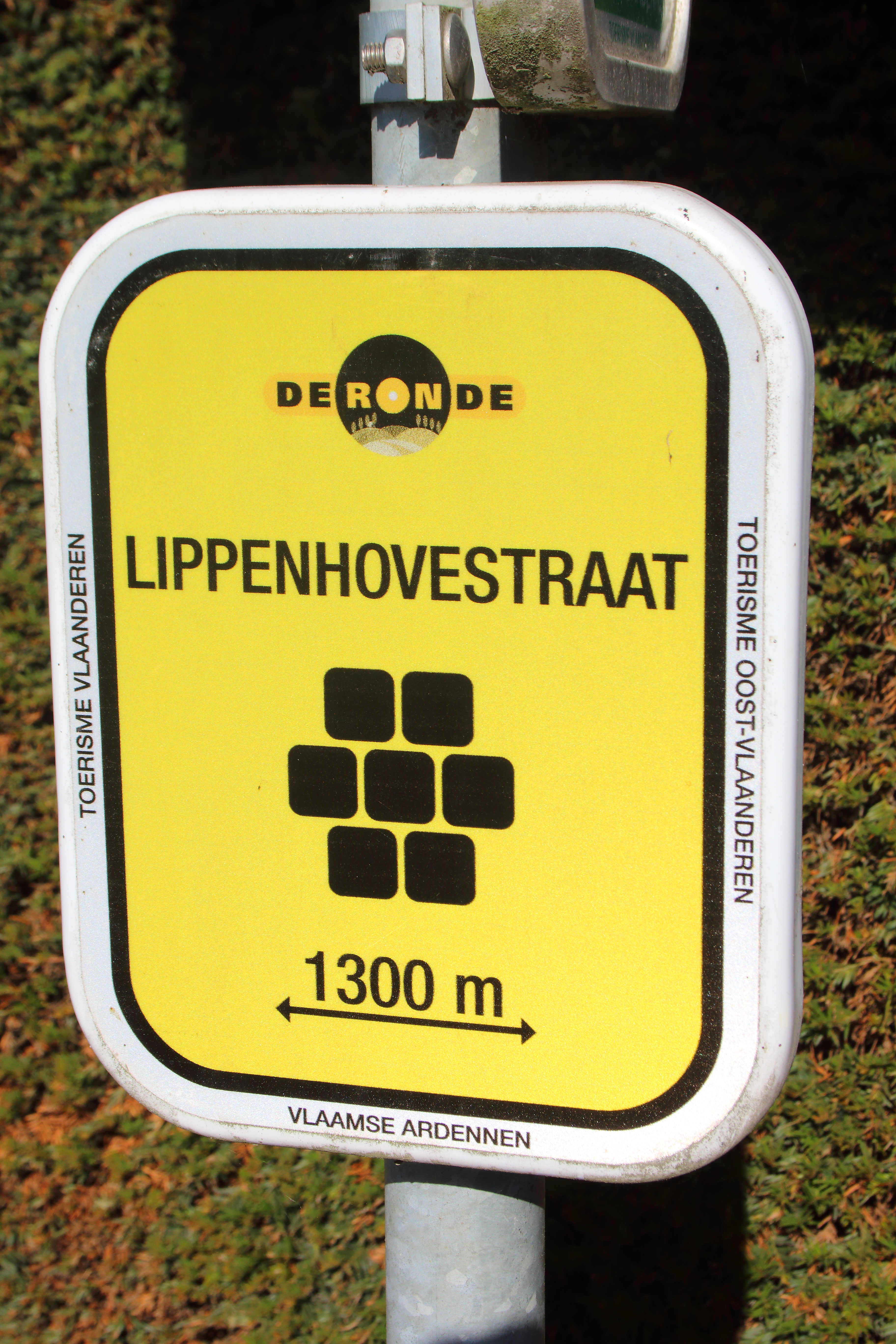
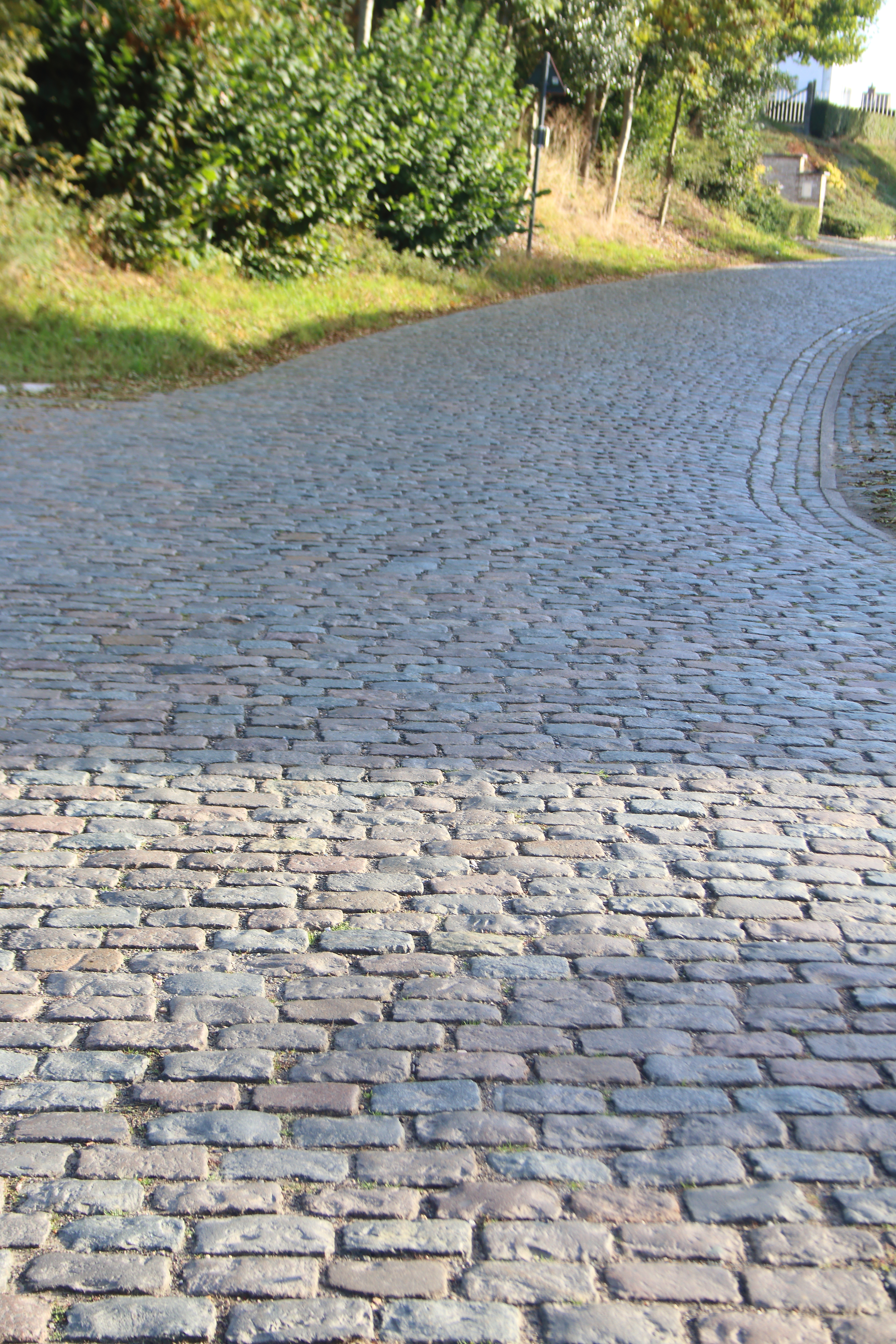
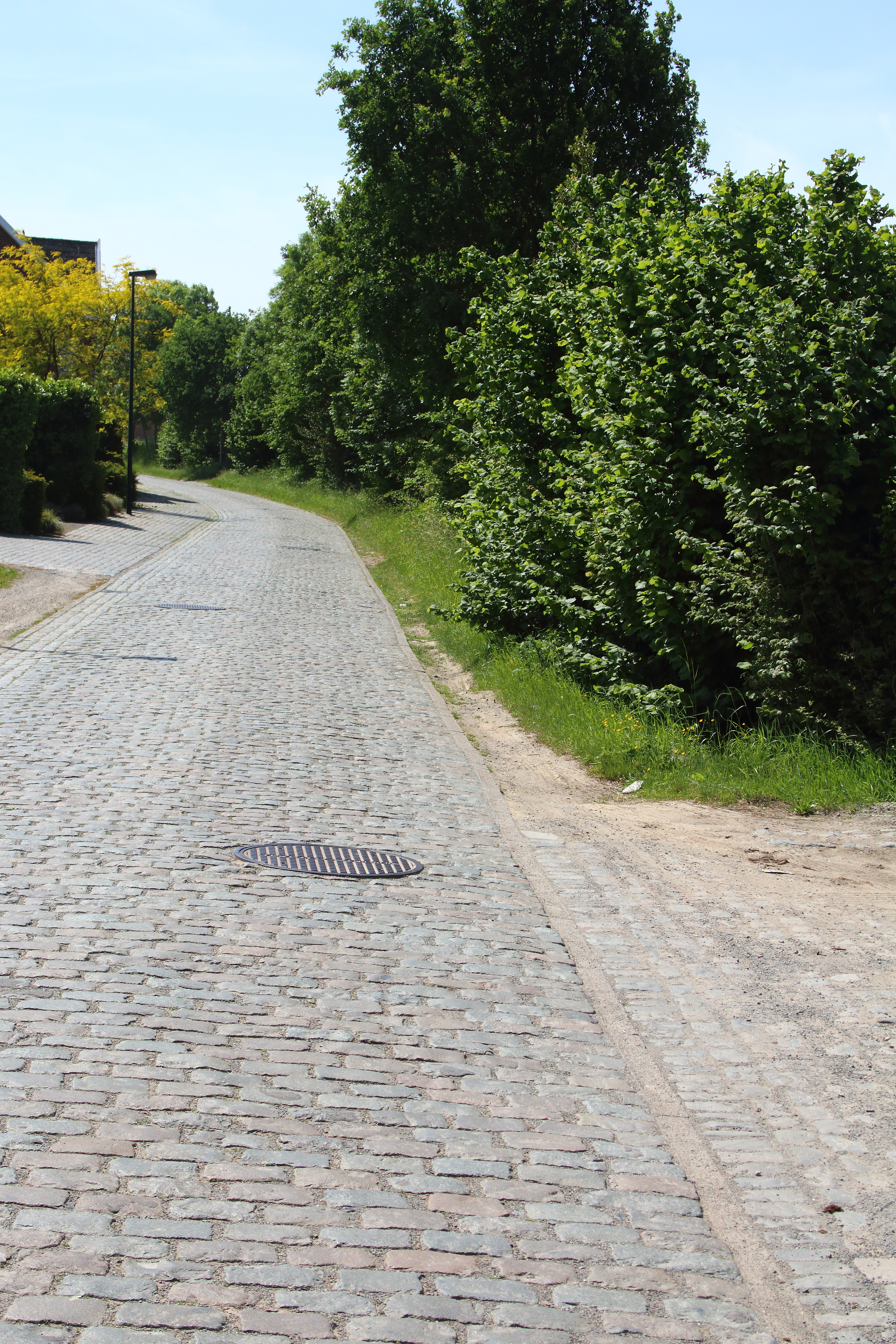